# 市鎮 (委內瑞拉)
市鎮（西班牙語：Municipios）是委內瑞拉的二級行政區劃，位於州之下。目前全國共有335個市鎮。市鎮下轄為堂區。
在委內瑞拉，“城市”（ciudad）和“市鎮”（municipio）概念並存，但目的不同：“城市”在統計、歷史、文化和城市規劃方面被視為城市單位，而“市鎮”則是政治單位—國家的主要行政機構。出於這個原因，一組相互關聯的市鎮可以構成一個城市，例如委內瑞拉第三大城市瓦倫西亞，它由卡拉沃沃州的5個市鎮組成。